# Iñaki Vijandi
Vijandi  Álvarez est un nom espagnol. Le premier nom de famille, en général paternel, est Vijandi ; le second, en général maternel, souvent omis, est Álvarez.
Iñaki Vijandi Álvarez, né le 28 juillet 1961 à Ortuella,, est un coureur cycliste espagnol. Il évolue au niveau professionnel durant les années 1980.

## Biographie
Iñaki Vijandi s'est principalement consacré au cyclo-cross. Dans cette discipline, il a remporté la première édition du championnat du monde juniors en 1979. Il est également devenu champion d'Espagne de cyclo-cross chez les professionnels en 1986. 

## Palmarès en cyclo-cross
- 1979
  -  Champion du monde de cyclo-cross juniors
- 1983
  - 2e du championnat d'Espagne de cyclo-cross amateurs
- 1984
  - 3e du championnat d'Espagne de cyclo-cross
- 1986
  -  Champion d'Espagne de cyclo-cross
- 1987
  - 3e du championnat d'Espagne de cyclo-cross
- 1988
  - 2e du championnat d'Espagne de cyclo-cross

## Palmarès sur route
- 1981
  - 2e de la Subida a Gorla